# 古林与六

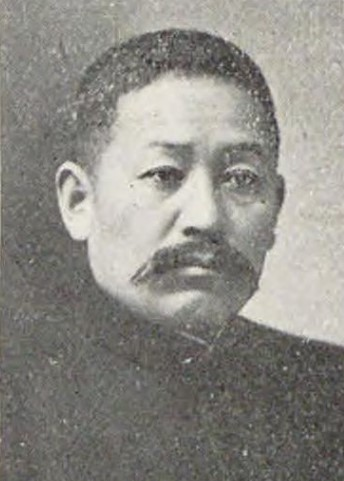
古林与六

古林 与六（與六、こばやし よろく、1866年5月31日（慶応2年4月17日） - 1922年（大正11年）10月9日）は、日本の農業経営者、実業家、政治家。衆議院議員。幼名・磯五郎。

## 経歴
筑前国上座郡古毛村（のち福岡県朝倉郡朝倉町、現:朝倉市）で、素封家・先代古林与六の長男として生まれる。中学校を卒業し農業を営む。
耕地整理に尽力し古毛耕地整理委員長を務めた。自由民権を唱え、朝倉村会議員、同村長、朝倉郡会議員、同参事会員、福岡県会議員などを歴任した。その他、福岡県醤油組合支部長、朝倉軌道取締役などを務めた。
1920年5月、第14回衆議院議員総選挙に福岡県第11区から立憲政友会所属で出馬して当選したが、在任中に死去した。

## 親族
- 弟 古林喜代太（教育者、衆議院議員）[6]